# يلاي سولجيرفي
يلاي سولجيرفي هي بحيرة متوسطة الحجم تقع في منطقة مستجمعات المياه الرئيسي كيميوكي. وهي تقع في بلدية بوسيو، في إقليم لابي (فنلندا) في شمال فنلندا.